# Karel Otavský
Karel Otavský (11. června 1938 Praha – 12. dubna 2022 Praha[zdroj?]) byl český historik umění – medievalista, se specializací na dějiny textilu a zlatnictví, vysokoškolský pedagog.

## Život
Narodil se v Praze jako vnuk rektora Univerzity Karlovy v Praze, právníka JUDr. Karla Hermanna-Otavského. Nejprve studoval dva roky na Pražské konzervatoři. V letech 1955–1958 vystudoval Malostranské gymnázium Jana Nerudy v Praze v Hellichově ulici. Z politických důvodů nebyl hned přijat k vysokoškolskému studiu. Základní vojenskou službu absolvoval v letech 1958–1960 v Olomouci. V letech 1960–1966 dálkově vystudoval dějiny umění na Filozofické fakultě Univerzity Karlovy; absolvoval u profesora Jaroslava Pešiny diplomovou prací Malířská výzdoba Klementinského sborníku Tomáše ze Štítného. Současně byl zaměstnán jako pomocný asistent Grafické sbírky Národní galerie v Praze a později v její sochařské sbírce pod vedením Oldřicha J. Blažíčka.
Dále pracoval v letech 1967–1968 v Muzeu hl. města Prahy jako odborný pracovník. Pět dní po srpnové invazi vojsk Varšavské smlouvy emigroval do Švýcarska. V letech 1968–2001 pracoval v prestižním nadačním ústavu a muzeu Abegg-Stiftung v Riggisbergu v kantonu Bern, nejdříve jako vědecký asistent, později jako konzervátor. Prováděl výběr nabídek artefaktů pro akvizice muzea, inventarizoval a zpracovával sbírky uměleckého řemesla, plastiky a malířství. Od roku 1982 se soustředil zvláště na sbírky středověkého historického textilu, evropského i orientálního původu.
Roku 1991 obhájil na filozoficko-historické fakultě univerzity v Bernu dizertační práci na téma Svatováclavská koruna v pokladu Svatovítského dómu v Praze (tiskem vyšla pod titulem Die Sankt Wenzelskrone im Prager Domschatz und die Frage der Kunstauffassung am Hofe Kaiser Karls IV., Bern 1992). V Abegg-Stiftung se seznámil se svou manželkou, restaurátorkou textilu MgA. Vendulkou Sudkovou.
V roce 2001 se vrátil do České republiky, v letech 2004–2015 přednášel dějiny středověkého uměleckého řemesla liturgické funkce v Ústavu dějin křesťanského umění Katolické teologické fakulty Univerzity Karlovy. Publikoval na toto téma řadu statí a dvojdílný katalog sbírky středověkého textilu z Abegg-Stiftung. Žil a pracoval v Černošicích.